# Egens Vig
Nappedam/ Egens Vig ligger i bunden af Aarhusbugten og Kalø Vig på det sydlige Djursland i Østjylland. Den 2 - 3 kilometer brede, tilnærmelsesvis cirkelformede vig, bliver afgrænset af Kalø Slotsruin, mod vest, og af et bakket landskab mod øst og nord. Egens Vig - også benævnt som Nappedam - er præget af en fladvandet kyst, med vadhavsagtige strande ved ebbe. 
I retning syd ud mod Kalø Vig og Aarhusbugten bliver Egens Vig afgrænset af et langstrakt rev, Rønsten, der er synligt ved ebbe. Et markeret sejlindløb mod øst giver adgang for lystbåde forbi revet og til Nappedam Lystbådehavn i bunden. Yderligere er der et umarkeret sejlløb på revets vestside tæt langs kysten til halvøen hvor Kalø Slotsruin ligger.
På grund af nærhed til Kalø Slotsruin, den kystnære Hesthaveskov, der er byskov til Rønde og landskabelige kvaliteter i øvrigt, er Egens Vig/ Nappedam et rekreativt område, der blandt andet lægger arealer til ugentlige Kalø veteranbiltræf, Tirsdagstræf, forår, sommer, og efterår. En hovedfærdselsåre til Molslandets sommerhusområder og Ebeltoft, Molsvej, går langs den nordlige kyst. Egens Vig bliver benyttet af kite-surfere, på grund af lavt vand og et lukket farvand uden for store bølger, kombineret med frit løb for vestenvinden fra Jyllandssiden.
Byen Rønde ligger i bakkelandet 2 kilometer nordvest for Egens Vig. Egens Vig/ Nappedam grænser op til Nationalpark Mols Bjerge. 
- Strandkant i vestlige ende
- Vue mod Kalø Slotsruin fra Nappadam Lystbådehavn
- Fra Molsvej i lavvande - sandorm
- Kite surfing i vestenvind uden store bølger
- Vestlig ende retning syd

56°16′31.59″N 10°29′29.45″Ø / 56.2754417°N 10.4915139°Øcoor